# Motörizer
Motörizer är det brittiska heavy metal-bandet Motörheads tjugoandra studioalbum, utgivet den 26 augusti 2008.

## Låtförteckning
1. "Runaround Man" – 2:57
2. "Teach You How to Sing the Blues" – 3:03
3. "When the Eagle Screams" – 3:44
4. "Rock Out" – 2:08
5. "One Short Life" – 4:05
6. "Buried Alive" – 3:12
7. "English Rose" – 3:37
8. "Back on the Chain" – 3:24
9. "Heroes" – 4:59
10. "Time Is Right" – 3:14
11. "The Thousand Names of God" – 4:33

## Musiker
- Ian "Lemmy" Kilmister – sång, elbas
- Phil Campbell – elgitarr, bakgrundssång
- Mikkey Dee – trummor